# Humberto Tortonese
Humberto Tortonese (Buenos Aires, 8 de junio de 1964) es un actor y comediante argentino.

## Biografía
A los trece años, cinco años después de la muerte de su madre Perla Presa, comenzó a trabajar haciendo miras para medir campos y para poder ser independiente de su padre Ezequiel Jacobo Tortonese. Hasta entonces cursó sus estudios secundarios en el Nacional N° 7 Juan Martín de Pueyrredón del barrio de San Telmo, para luego estudiar Pintura pero rápidamente se decidió a estudiar teatro. Durante cuatro años estudió actuación con Lito Cruz y luego análisis de texto con Augusto Fernández. Cuestionó por momentos su elección de carrera hasta que Cruz le dijo que estaba bien encaminado, fue para entonces que le ofrecieron hacer un infantil y luego participar en el Parakultural junto a Batato Barea y Alejandro Urdapilleta.
Es sobrino del diputado nacional, presidente del Club Atlético Independiente y mecenas de varios pintores argentinos Dante Oscar Tortonese, y también sobrino de Abel Ernesto Tortonese, quien fuera asesor del Ministro del Interior del Gobierno de Arturo Frondizi y candidato a Intendente de Avellaneda en 1973 por la Unión Cívica Radical Intransigente.
Tanto su padre, como sus tíos Abel Tortonese y Alfredo Presa eran odontólogos reconocidos en la ciudad de Avellaneda; su otro tío, Dante Tortonese, era médico. No obstante, en su familia paterna había varios artistas.

## Carrera
Trabajó en Parakultural hasta la muerte de Batato Barea. Luego se sumó al elenco de Antonio Gasalla, entre 1990 y 1993. Además trabajó con Susana Giménez interpretando a la diputada Gasconcha.
Desde 2001 ha trabajado en la radio Rock & Pop con Elizabeth Vernaci, en los programas Radio Portátil, Tarde negra, en Negrópolis pasando revista e interpretando a diferentes personajes, entre ellos a Ivonne Martínez, una maestra frustrada, harta de sus alumnos, de su esposo desempleado que constantemente trata de convencerla de tener relaciones sexuales, de su hijo "Lolo" aparentemente infradotado y de su hija Fabiola, "zurdita" fanática del diario Página/12 y estudiante destacada. En 2003 protagonizó junto a Luciano Suardi y Leticia Lestido, la película La Cruz del Sur de Pablo Reyero. Su personaje era el de una travesti llamada Wendy. Su interpretación fue tan buena que le valió varias nominaciones y premios a nivel nacional e internacional.
En 2005 comenzó a pasar revista en el ciclo RSM junto a Mariana Fabbiani convirtiéndose en un "clásico" del programa durante su permanencia en el aire.
En 2012, condujo por un tiempo los días miércoles Antes Que Sea Tarde, mientras el conductor del programa Guillermo López reemplazaba a Roberto Pettinato en CQC.
En 2013 fue coconductor de El diario de Mariana.
Desde 2014 hasta  2016, trabajó en Comedy Central, en Stand Up Sin Fronteras.
Desde 2015, y después de un año sin estar en radio, trabajó en Radio con Vos, también junto a Elizabeth Vernaci en el programa Black & Toc, coconduciendo e interpretando a varios personajes.
En 2017 estrenó en el Teatro Maipo la obra  "Obra de Dios", adaptación de "An Act Of God" del autor norteamericano David Javerbaum, obra que tiene su origen en la cuenta de Twitter @AnActOfGod

## Premios
- Premios Martín Fierro 2008: Labor humorística masculina en radio
- Nominado Premios Martín Fierro 2008: Labor humorística masculina en televisión

## Trayectoria

### Películas
- Muerte en Buenos Aires (2014) ...Calígula Moyano
- La cruz del sur (2002) ...Wendy / Carlos

### Radio
- Tarde negra (Rock & Pop) (2001-2011)
- Negrópolis (Rock & Pop) (2012-2013)
- Black & Toc (Radio con Vos) (2015-2016) / (2018)
- La Negra Pop (Pop Radio 101.5) (2017-2022)

### Televisión
- Antonio Gasalla (1990-1993) -Varios personajes.
- Susana Giménez (2003-2004) - Diputada Gascón.
- RSM (2005-2008)- Co- conductor.
- Antes que sea tarde (2012)- Conductor.
- El diario de Mariana (2013)- Coconductor.
- Stand Up Sin fronteras (2014)- Conductor.
- Viudas e hijos del rock and roll (2015) - Paco Acevedo Laínez.
- Tu cara me suena (2015) - Jurado.
- Susana Giménez (2016) - La adivina. Participación especial en sketch.
- Por el mundo (2018-2022)- Coconductor Invitado

### Teatro
- En familia (1996) -
- Don Juan (1996) -  Criado.
- La tiendita del horror  (2001) -  Orin, Bernstein, Snip & Luce
- Alarma, el musical (2001) -
- La voz humana (2005/6) -  "Ella".
- El beso de la mujer araña (2009) -  Molina.
- Las estrellas nunca mueren (2011) -  Elvira.
- Obra de Dios (2017) - Dios.
- Vassa (2022-2023) - Vassa.